# Саборна црквa Светог Саве у Бечу
Caбopнa црквa Светог Саве у Бечу је саборна црква Српске православне цркве у Бечу, освећена 1893. у част првог српског архиепископа Светог Саве.
Црква се налази у 3. бечког округу — Ландштрасе. То је прва српска православна црква у Аустрији и једна од четири у Бечу. Остале су црква Успења Пресвете Богородице (1957) у 16. градском округу и црква Васкрсења Христовог (2002) у 2. градском округу.
У саборној цркви је 17. (30) октобра 1912. одржано је вјеначање руског великог војводе Михаила Александровича с Наталијом Шереметјевском.